# Single (Baseball)

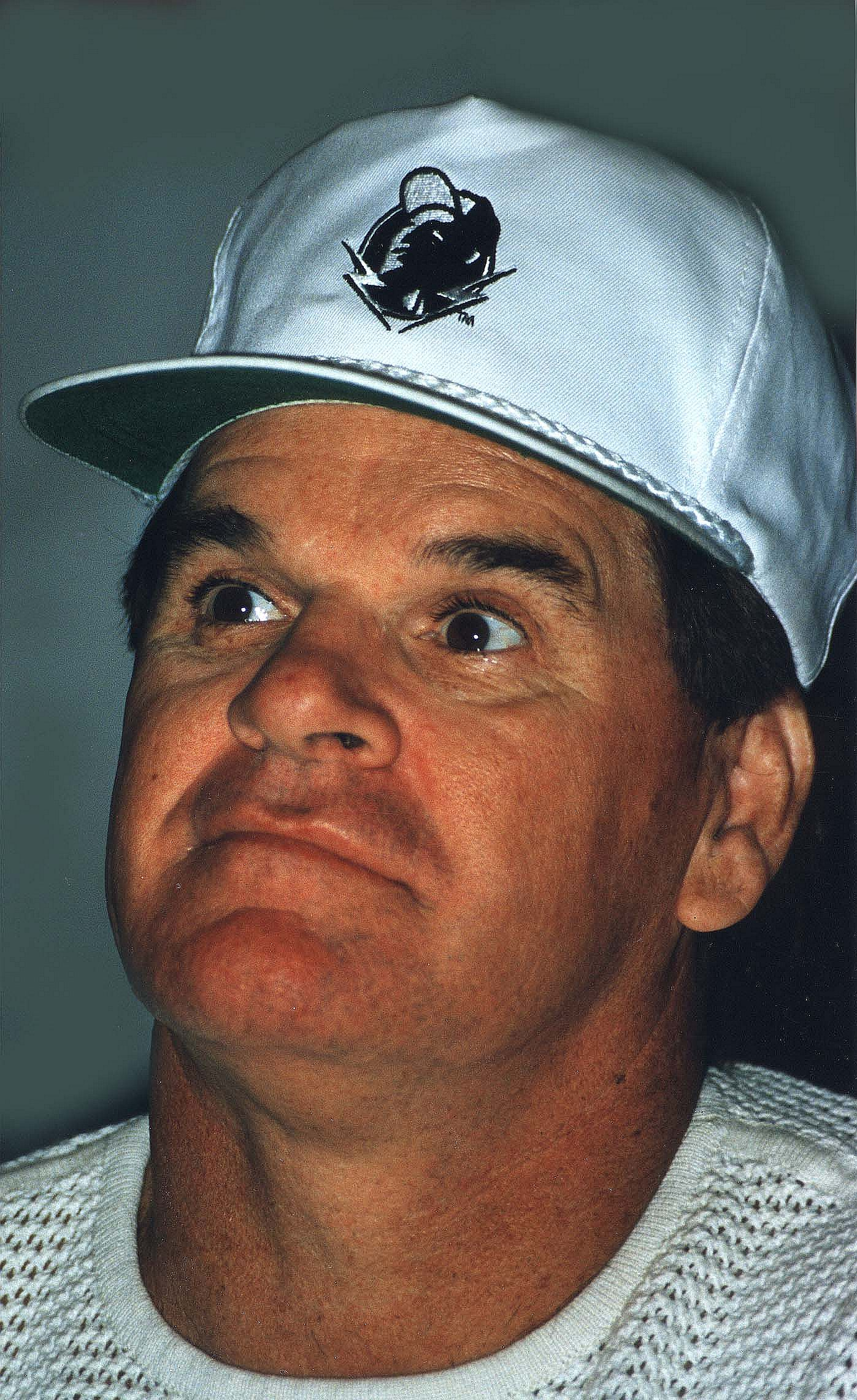
Pete Rose ist in der Major League Baseball der Rekordhalter bei den Singles.

Im Baseball ist ein Single die häufigste Art von Base-Hit.

## Entstehung im Spiel
Ein Single kommt dadurch zustande, dass ein Batter sicher die erste Base erreicht. Dies passiert, indem er einen fairen Ball schlägt (und damit zum Runner wird) und die erste Base erreicht, bevor ihn ein Feldspieler aus dem Spiel nimmt. Ausnahmsweise wird einem Batter-Runner, der die erste Base sicher erreicht, kein Single gutgeschrieben, wenn ein Feldspieler versucht, einen anderen Runner im ersten Spielzug auszuschalten; dies ist eine Art von Fielder’s Choice (womit eine Vielzahl von Spielzügen bezeichnet wird, bei denen ein Offensivspieler eine Base erreicht, weil die Verteidigung versucht, einen anderen Baserunner auszuschalten, oder weil die Defensivmannschaft seinen Vorstoß nicht beachtet). Auch ein Schlagmann, der die erste Base durch einen Error eines Feldspielers erreicht, der versucht, ihn an der ersten Base auszuschalten oder einen anderen Runner auszuschalten (als Fielder’s Choice), wird nicht als Single gewertet.
Bei einem einzigen Hit ins Outfield punkten normalerweise alle Runner auf der zweiten oder dritten Base, und manchmal kann der Runner von der ersten Base bis zur dritten Base vorrücken. Je nachdem, wo der Hit landet, kann der Outfielder durch eine sog. quick recovery einen solchen Vorstoß verhindern oder den vorrückenden Runner mit einem sog. tag out (Spielzug, bei dem ein Baserunner unter bestimmten Bedingungen out ist, weil ein Feldspieler ihn mit dem Ball oder mit der Hand oder dem Handschuh, die den Ball halten, berührt) ausspielen.
Hitter (Spieler, die einen Hit erzielen), die sich eher auf Einzelschläge als auf Doubles (Erreichen der zweiten Base nach dem Hit), Triples (Erreichen der dritten Base nach dem Hit) oder Home Runs konzentrieren, werden oft als contact hitters bezeichnet. Contact hitters, die sich auf eine gute Positionierung ihrer Schläge und eine hohe Laufgeschwindigkeit verlassen, um Singles zu erzielen, werden oft als slap hitters bezeichnet. Ty Cobb, Pete Rose, Tony Gwynn und Ichiro Suzuki sind Beispiele für contact hitters; von ihnen könnten Rose und Suzuki als slap hitters bezeichnet werden.
Im Gegensatz zu Doubles oder anderen Arten von Extrabase-Hits (Base-Hit, bei dem sich der Schlagmann über die erste Base hinausbewegen kann) wird bei Singles die Möglichkeit mehrerer Force Plays beim nächsten fairen Ball nicht ausgeschlossen; vielmehr wird der Schlagmann, der den Single erzielt, gezwungen, beim nächsten Spielzug zur zweiten Base vorzudringen, wodurch die Möglichkeit eines Force Double Play entsteht.

## Symbol
Es gibt kein allgemeingültiges Symbol für einen Single. Meistens werden Singles nicht ausführlich erfasst; stattdessen wird die Gesamtzahl der Hits, Doubles, Triples und Homeruns erfasst; Hits abzüglich dieser „Extra-Base-Hits“ ergibt dann die Anzahl der Singles.
Manchmal wird 1B als Symbol für Singles verwendet; dieses Symbol wird jedoch eher für den First Baseman oder für die First Base selbst verwendet. Ein weiteres mögliches Symbol ist eine horizontale Linie, -. Der Buchstabe S wird nie als Symbol für Single verwendet, da er das Symbol für Strike ist.

## Führende Spieler für Singles in der Major League Baseball

### Karriere
1. Pete Rose – 3215
2. Ty Cobb – 3053
3. Eddie Collins – 2643
4. Cap Anson – 2598
5. Derek Jeter –  2595
6. Willie Keeler – 2513
7. Ichiro Suzuki – 2464
8. Honus Wagner – 2422
9. Rod Carew – 2404
10. Tris Speaker – 2383

### Saison
1. Ichiro Suzuki (2004) – 225
2. Willie Keeler (1898) – 206
3. Ichiro Suzuki (2007) – 203
4. Lloyd Waner (1927) – 198
5. Willie Keeler (1897) – 193

Johnny Burnett hält den Rekord für die meisten Singles in einem Spiel. Er schlug sieben Singles am 10. Juli 1932 für die Cleveland Indians bei einer 18:17-Niederlage gegen die Philadelphia Athletics. 19 Spieler haben sechs Singles in einem Spiel erzielt.